# II liga polska w piłce nożnej (1953)
II liga 1953 – 5. edycja rozgrywek drugiego poziomu ligowego piłki nożnej mężczyzn w Polsce. Wzięło w nich udział 14 drużyn, grając systemem kołowym. Sezon ligowy rozpoczął się w marcu 1953, ostatnie mecze rozegrano w listopadzie 1953.
| Poziomy rozgrywkowe w sezonie 1953 | Poziomy rozgrywkowe w sezonie 1953 | Poziomy rozgrywkowe w sezonie 1953 |
| Rozgrywki                          | P                                  | Nazwa                              |
| ---------------------------------- | ---------------------------------- | ---------------------------------- |
| Centralne                          | I                                  | I liga                             |
| Centralne                          | II                                 | II liga                            |
| Makroregionalne                    | III                                | III Liga (8 grup)                  |
| Okręgowe (17 okręgów)              | IV                                 | A klasa                            |
| Okręgowe (17 okręgów)              | V                                  | B klasa                            |
| Okręgowe (17 okręgów)              | VI                                 | C klasa                            |

## Drużyny
| Uczestnicy poprzedniej edycji                                                                                 | Uczestnicy poprzedniej edycji | Uczestnicy poprzedniej edycji | Uczestnicy poprzedniej edycji |
| --- | ----------------------------- | ----------------------------- | ----------------------------- |
| grupa A |                               |                               |                               |
| OWB | OWKS Bydgoszcz                | 1                             |                               |
| GBD | Gwardia Bydgoszcz             | 2                             |                               |
| KLO | Kolejarz Leszno               | 3                             |                               |
| grupa B |                               |                               |                               |
| LWA | Lotnik Warszawa               | 2                             |                               |
| SPW | Spójnia Warszawa              | 3                             |                               |
| grupa C |                               |                               |                               |
| GWB | Górnik Wałbrzych              | 2                             |                               |
| STS | Stal Sosnowiec                | 3                             |                               |
| GBY | Górnik Bytom                  | 4                             |                               |
| grupa D |                               |                               |                               |
| WŁK | Włókniarz Kraków              | 1                             |                               |
| OGT | Ogniwo Tarnów                 | 2                             |                               |
| GWL | Gwardia Lublin                | 3                             |                               |
| GKC | Gwardia Kielce                | 4                             |                               |
| Spadek z I ligi 1952                                                                                          |                               |                               |                               |
| KOW | Kolejarz Warszawa             | 11                            |                               |
| ŁKS | ŁKS Włókniarz Łódź            | 12                            |                               |
| Oznaczenia: - kolumna pierwsza – skróty nazw drużyn, - kolumna trzecia – miejsce zajęte w poprzednim sezonie. |                               |                               |                               |

## Rozgrywki
Uczestnicy rozegrali 26 kolejek ligowych po 7 meczów każda (razem 182 spotkania) w dwóch rundach – wiosennej i jesiennej.
Mistrz i wicemistrz II ligi uzyskali awans do I ligi, zaś do III ligi spadły zespoły z miejsc 12–14.

### Tabela
| Lp. | Drużyna                   | M  | Z  | R  | P  | Bramki | Bramki | Stos. | Pkt | Uwagi              |
| --- | ------------------------- | -- | -- | -- | -- | ------ | ------ | ----- | --- | ------------------ |
| 1   | Gwardia Bydgoszcz (M) (A) | 26 | 17 | 3  | 6  | 53     | 26     | 2,038 | 37  | Awans do I ligi    |
| 2   | ŁKS Włókniarz Łódź (A)    | 26 | 14 | 8  | 4  | 61     | 24     | 2,542 | 36  | Awans do I ligi    |
| 3   | Kolejarz Warszawa         | 26 | 14 | 7  | 5  | 50     | 27     | 1,852 | 35  |                    |
| 4   | Górnik Bytom              | 26 | 12 | 8  | 6  | 43     | 32     | 1,344 | 32  |                    |
| 5   | Lotnik Warszawa (S)       | 26 | 11 | 5  | 10 | 30     | 32     | 0,938 | 27  | Drużyna wycofana1  |
| 6   | Górnik Wałbrzych          | 26 | 12 | 2  | 12 | 36     | 39     | 0,923 | 26  |                    |
| 7   | Stal Sosnowiec            | 26 | 7  | 11 | 8  | 34     | 29     | 1,172 | 25  |                    |
| 8   | OWKS Bydgoszcz (S)        | 26 | 7  | 10 | 9  | 32     | 33     | 0,970 | 24  | Drużyna wycofana1  |
| 9   | Ogniwo Tarnów             | 26 | 10 | 4  | 12 | 30     | 47     | 0,638 | 24  |                    |
| 10  | Włókniarz Kraków          | 26 | 7  | 9  | 10 | 30     | 31     | 0,968 | 23  |                    |
| 11  | Gwardia Kielce            | 26 | 6  | 11 | 9  | 25     | 30     | 0,833 | 23  |                    |
| 12  | Kolejarz Leszno (S)       | 26 | 7  | 9  | 10 | 31     | 44     | 0,705 | 23  | Spadek do III ligi |
| 13  | Spójnia Warszawa (S)      | 26 | 5  | 5  | 16 | 32     | 73     | 0,438 | 15  | Spadek do III ligi |
| 14  | Gwardia Lublin (S)        | 26 | 4  | 6  | 16 | 18     | 38     | 0,474 | 14  | Spadek do III ligi |